# 제2차 세계 대전 기간 그리스의 군사사

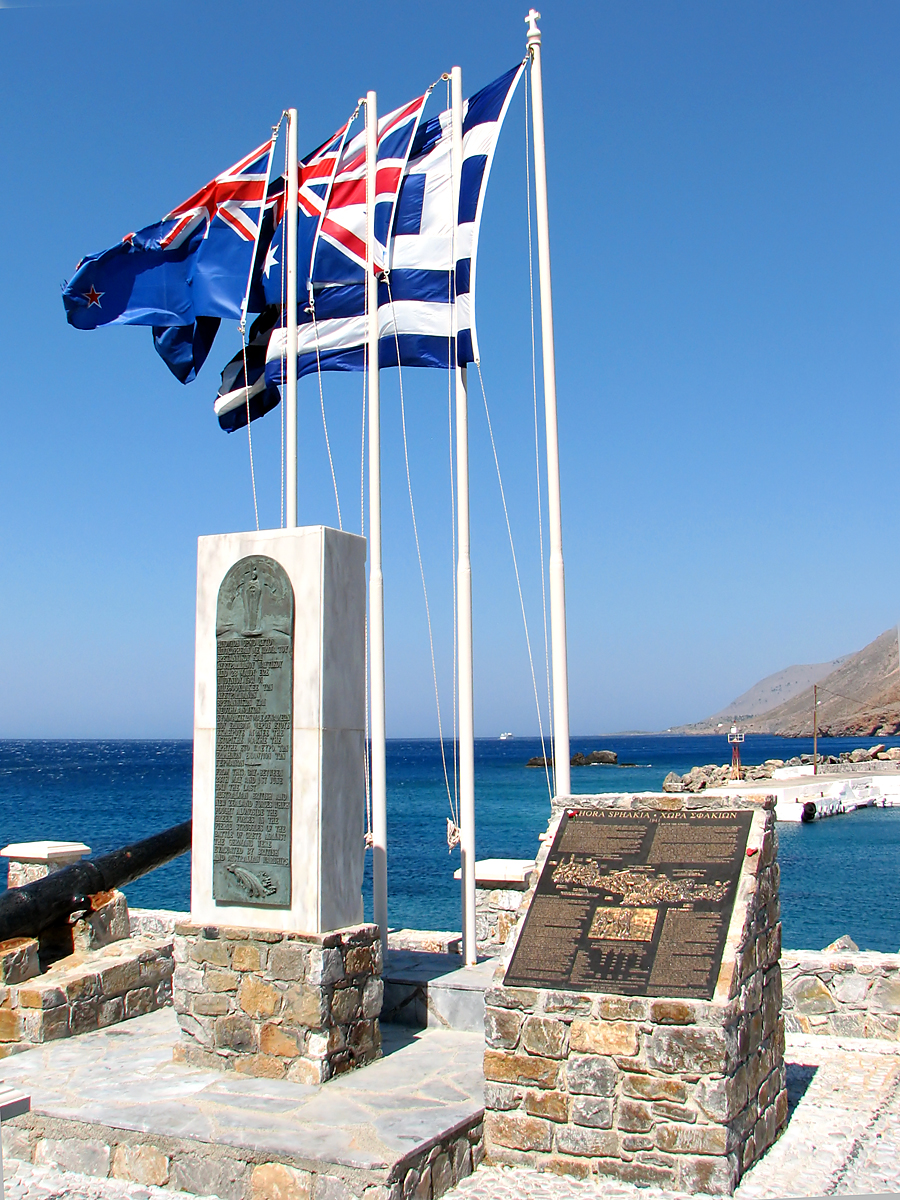
그리스, 영국, 오스트레일리아, 뉴질랜드 국기가 있는 크레타 전투 기념비

제2차 세계 대전 중 그리스의 군사사는 1940년 10월 28일 이탈리아군이 알바니아에서 그리스를 침공하여 그리스-이탈리아 전쟁이 시작되면서 막을 올렸다. 그리스 육군은 일시적으로 침공을 저지하고 이탈리아군을 알바니아로 몰아냈다. 그리스의 성공은 나치 독일이 개입하게 만들었다. 독일군은 1941년 4월 6일 그리스와 유고슬라비아를 침공했고, 원정군 형태로 그리스를 지원하는 영국의 도움에도 불구하고 한 달 만에 두 나라를 점령했다. 그리스 정복은 5월에 크레타를 공중에서 점령하면서 완료되었지만, 팔슈름예거(독일 공수부대)는 이 작전에서 막대한 사상자를 입어 국방군 최고 사령부는 남은 전쟁 기간 동안 대규모 공수 작전을 포기했다. 일부 역사가들은 발칸반도에서 독일의 자원 전환이 소련 침공을 결정적인 한 달 지연시켜 독일군이 모스크바를 점령하는 데 실패했을 때 치명적이었다고 평가하기도 한다.
그리스는 독일, 이탈리아, 불가리아에 의해 점령 및 분할되었고, 국왕과 정부는 이집트로 망명했다. 1941년 여름 무장 저항의 첫 시도는 추축국에 의해 진압되었지만, 저항 운동은 1942년에 다시 시작되어 1943년과 1944년에 크게 성장하여 국가의 산악 내부 지역의 많은 부분을 해방시키고 상당한 추축군을 묶어두었다. 저항 단체들 간의 정치적 긴장은 1943년 말에 내부 시민 분쟁으로 터져 1944년 봄까지 계속되었다. 망명한 그리스 정부 또한 자체 무장 병력을 조직하여 중동, 북아프리카, 이탈리아에서 영국과 함께 복무하고 싸웠다.
그리스 본토는 진격하는 붉은 군대에 맞서 독일군이 철수하면서 1944년 10월에 해방되었지만, 독일 수비대는 전쟁이 끝날 때까지 에게해 제도에 버텼다. 나라는 전쟁과 점령으로 황폐해졌고, 경제와 인프라는 폐허가 되었다. 그리스는 추축국 점령 기간 동안 최소 25만 명이 사망했으며,  국내 유대인 공동체는 홀로코스트로 거의 완전히 전멸되었다. 1946년에는 외국 지원을 받는 보수 정부와 좌익 게릴라 사이에 내전이 발발하여 1949년까지 지속되었다.

## 그리스-이탈리아 전쟁

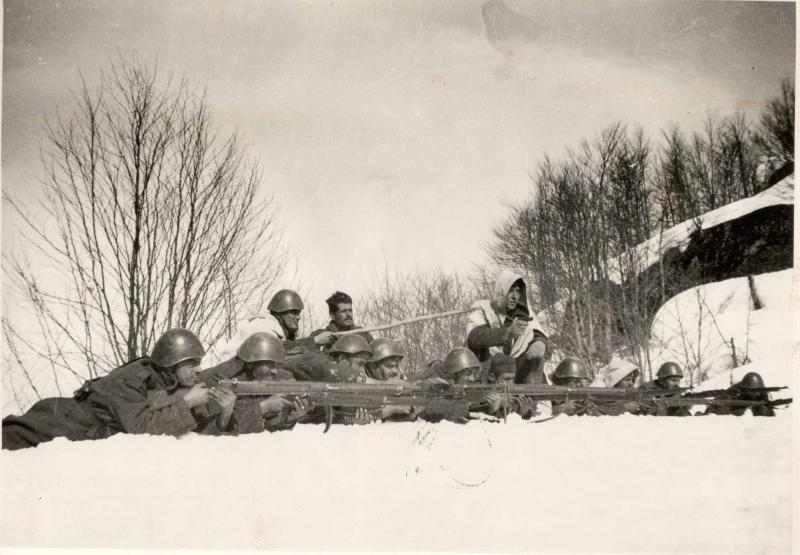
이탈리아 춘계 공세 중 그리스 군대

1940년 10월 28일 알바니아에서 이탈리아군이 침공하여 초기에는 작은 이득을 얻었으나, 엘라이아-칼라마스 전선과 핀두스 산맥에서의 그리스군에 의한 단호한 방어에 저지되었다. 이탈리아가 희망했던 것처럼 불가리아가 그리스를 공격하지 않으면서, 그리스 최고사령부는 마케도니아 주둔을 위해 동원 중이던 대부분의 사단을 전선으로 이동시킬 수 있었고, 이들은 11월 14일 시작된 그리스의 반격에서 중요한 역할을 했다. 그리스군은 혹독한 겨울과 불충분한 보급, 이탈리아의 제공권 우세에도 불구하고 알바니아 국경을 넘어 도시들을 하나둘 점령했다. 1월 중순까지 그리스군은 알바니아의 4분의 1을 점령했지만, 목표였던 블로러 항구에 도달하기 전에 공세는 중단되었다.